# Джулюница (Великотырновская область)
Джулюница (болг. Джулюница) — село в Болгарии. Находится в Великотырновской области, входит в общину Лясковец. Население составляет 1573 человека (2022).
В селе Джулюница были найдены артефакты эпохи палеолита и неолита (захоронение в фракийской насыпи).

## Политическая ситуация
В местном кметстве Джулюница, в состав которого входит Джулюница, должность кмета (старосты) исполняет Янко Колев Янков (коалиция в составе 4 партий: Демократы за сильную Болгарию (ДСБ), Земледельческий народный союз (ЗНС), Союз свободной демократии (ССД), Граждане за европейское развитие Болгарии (ГЕРБ)) по результатам выборов.
Кмет (мэр) общины Лясковец — Ивелина Хараламбиева Гецова (коалиция в составе 4 партий: Граждане за европейское развитие Болгарии (ГЕРБ), Демократы за сильную Болгарию (ДСБ), Земледельческий народный союз (ЗНС), Союз свободной демократии (ССД)) по результатам выборов.